# Metrohm

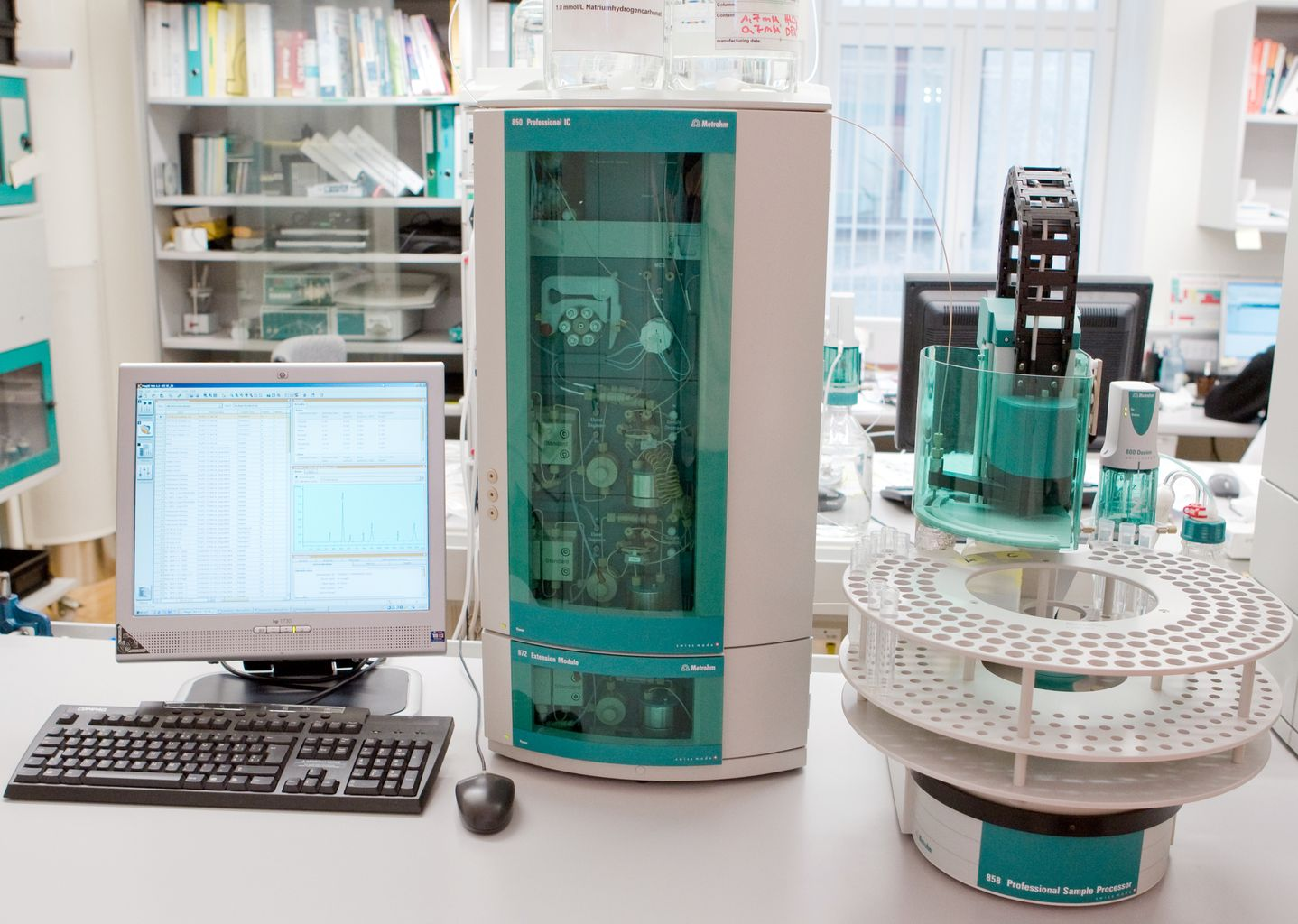
Eine Metrohm IC-Arbeitsstation

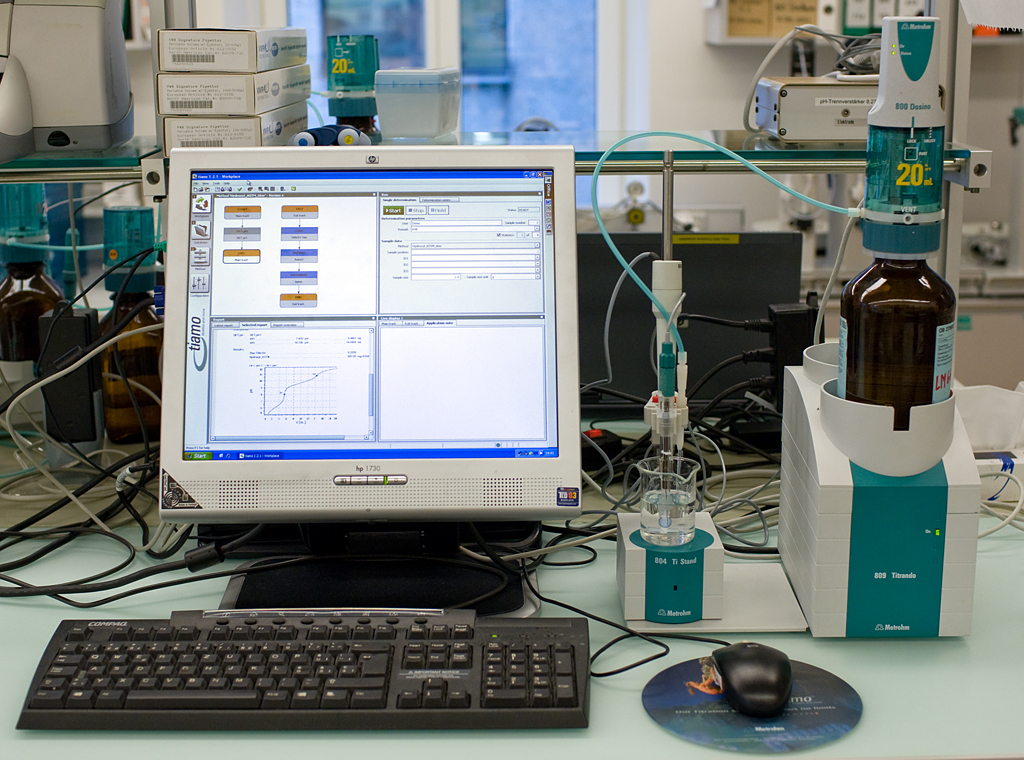
Automatischer Titrator

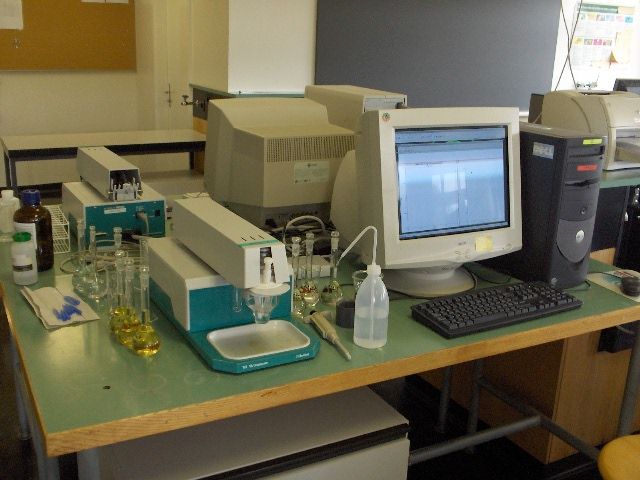
Ein Polarografie-Arbeitsplatz mit dem Gerät "VA Computrace" von Metrohm

Die Metrohm AG mit Sitz in Herisau ist ein international tätiger Schweizer Hersteller von Präzisionsgeräten für die chemische Analytik, insbesondere für die Ionenanalytik. Nebst der Entwicklung, Produktion und dem Vertrieb von eigenen Geräten entwickelt das Unternehmen auch entsprechende Applikationen, die in den unterschiedlichsten Branchen Anwendung finden. 

## Geschichte
Das Unternehmen wurde 1943 von Bertold Suhner und Willi Studer in Herisau gegründet. Anfangs wurden Gerätschaften für die Hochfrequenz- und Fernmeldetechnik entwickelt und produziert, später kamen Präzisionsmessgeräte und Radioempfänger hinzu. Die Wege der beiden Gründer Berthold Suhner und Willi Studer trennten sich bereits 1947 wieder. Suhner führte darauf das Unternehmen allein weiter. Ein erster wesentlicher Aufschwung gelang dem Unternehmen ab 1947 mit den ersten pH-Metern.
Seit 1982 ist die Metrohm AG eine hundertprozentige Tochter der Metrohm Stiftung. Letztere engagiert sich neben dem Betrieb der Metrohm AG auch für gemeinnützige bzw. kulturelle Zwecke.
Bis 2006 wurden 36 Tochtergesellschaften gegründet, die ihren Sitz überwiegend im Ausland haben und ein weltweites Vertriebsnetz bilden. Sowohl Entwicklung als auch Herstellung der Produkte erfolgen jedoch nach wie vor in Herisau. Heute gehört Metrohm zu den weltweit führenden Produzenten elektrochemischer Analysegeräte und Titrationsautomaten.
Im Jahre 2011 zog die Metrohm AG aus ihren bisherigen Räumlichkeiten im Zentrum von Herisau in dessen Industriegebiet «Hölzli». 2015 wurde der Hauptsitz weiter ausgebaut.

## Produktlinien
Metrohm entwickelt und vertreibt hauptsächlich Analyseinstrumente für vier verschiedene chemische Analysetechniken:
- Ionenchromatographie (IC) - Diese Methode dient der quantitativen Bestimmung von Ionen wie Sulfat, Nitrat, Nitrit, Phosphat, Chlorid, Fluorid usw. (Anionen) im Spurenbereich. Für Kationen (Metallionen) ist sie weniger gebräuchlich, weil hier vor allem Atomspektroskopische Verfahren sowie die Voltammetrie besser geeignet sind.
- Titrationsautomaten werden zur automatisierten Durchführung der Maßanalyse verwendet. An sich eine klassische "nasschemische" Methode, dient dieses Verfahren bis heute zur Bestimmung der Wasserhärte sowie des Wassergehalts in organischen Lösungsmitteln  (Karl-Fischer-Titration).
- Als Polarografie oder allgemein Voltammetrie werden elektrochemische Analyseverfahren bezeichnet, bei denen Strom-Spannungs-Kurven ermittelt werden. Diese vielseitige Technik lässt sich vorteilhaft zur Bestimmung ausgewählter wichtiger Schwermetalle in Umweltproben und Lebensmitteln einsetzen. Auch viele organische Analyten können bis in den Ultraspurenbereich bestimmt werden.
- Spektroskopieinstrumente werden eingesetzt als sekundäre Analysenmethode, deren Auswertung sehr schnell und ohne Verbrauch des Probenmaterials stattfindet. Sie bauen auf den Techniken der Raman-Spektroskopie und Nahinfrarotspektroskopie auf und verwenden als primäre Analytik Werte der obengenannten chemischen Messverfahren oder weiterer physikalischer Messmethoden. Essentiell für die NIR-Spektroskopie ist die Anwendung von Chemometrie.